# Brachymyrmex minutus
Brachymyrmex minutus är en myrart som beskrevs av Auguste-Henri Forel 1893. Brachymyrmex minutus ingår i släktet Brachymyrmex och familjen myror. Inga underarter finns listade.

## Bildgalleri

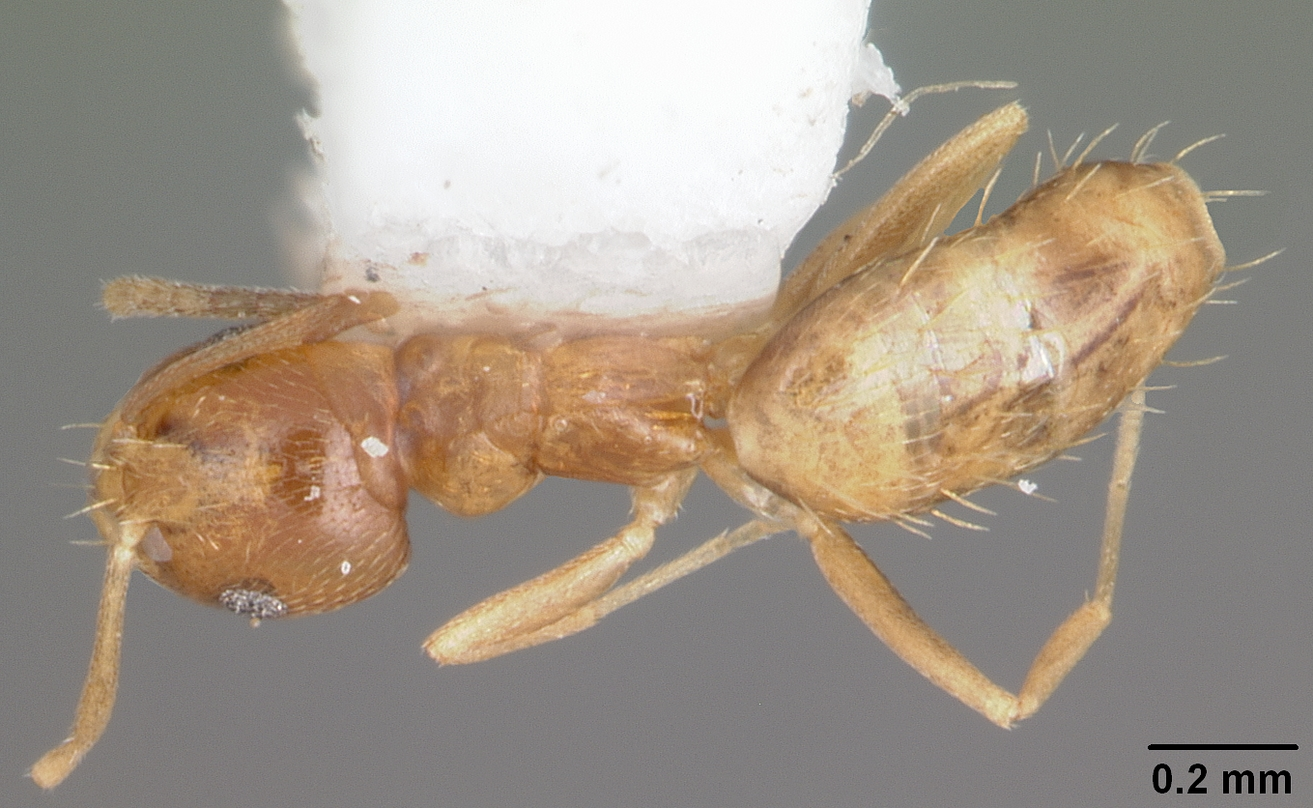
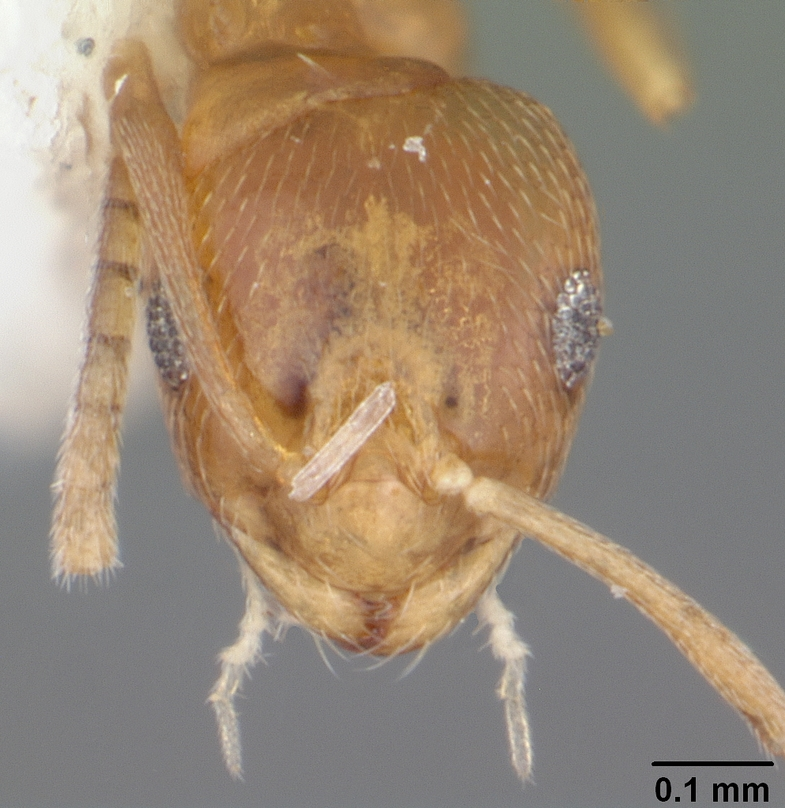
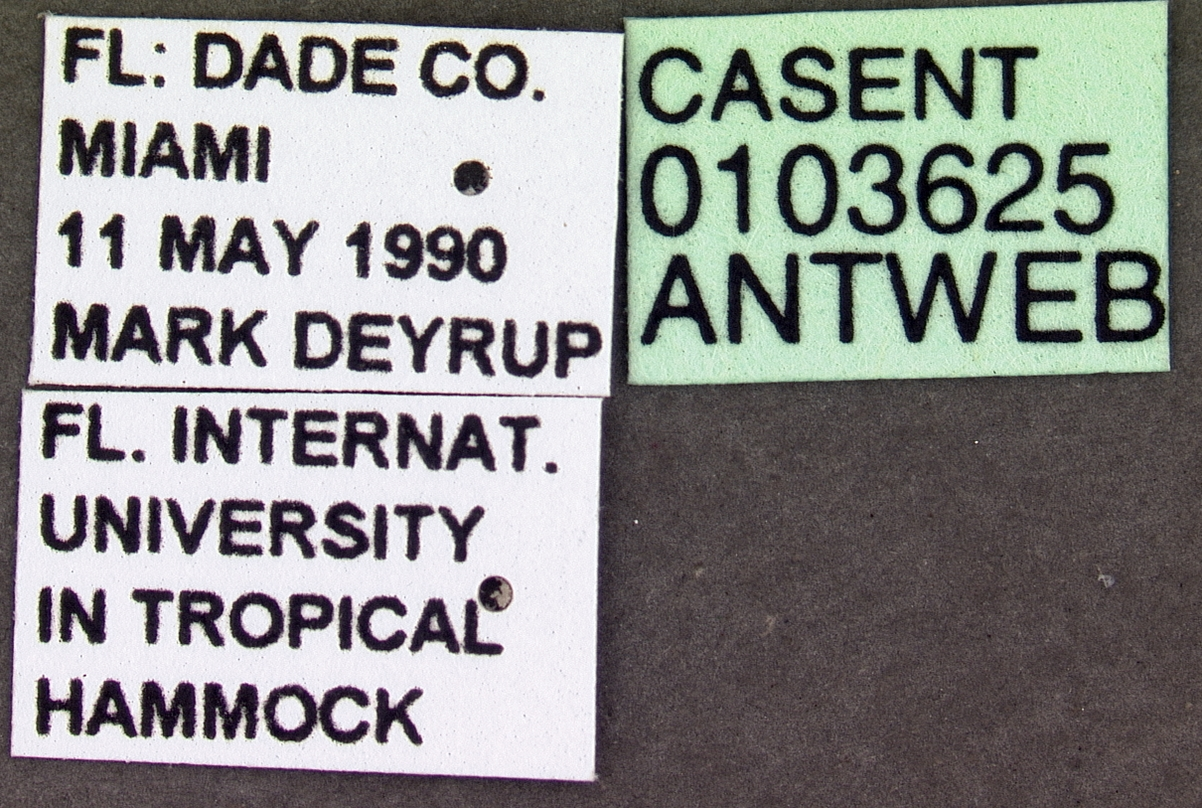
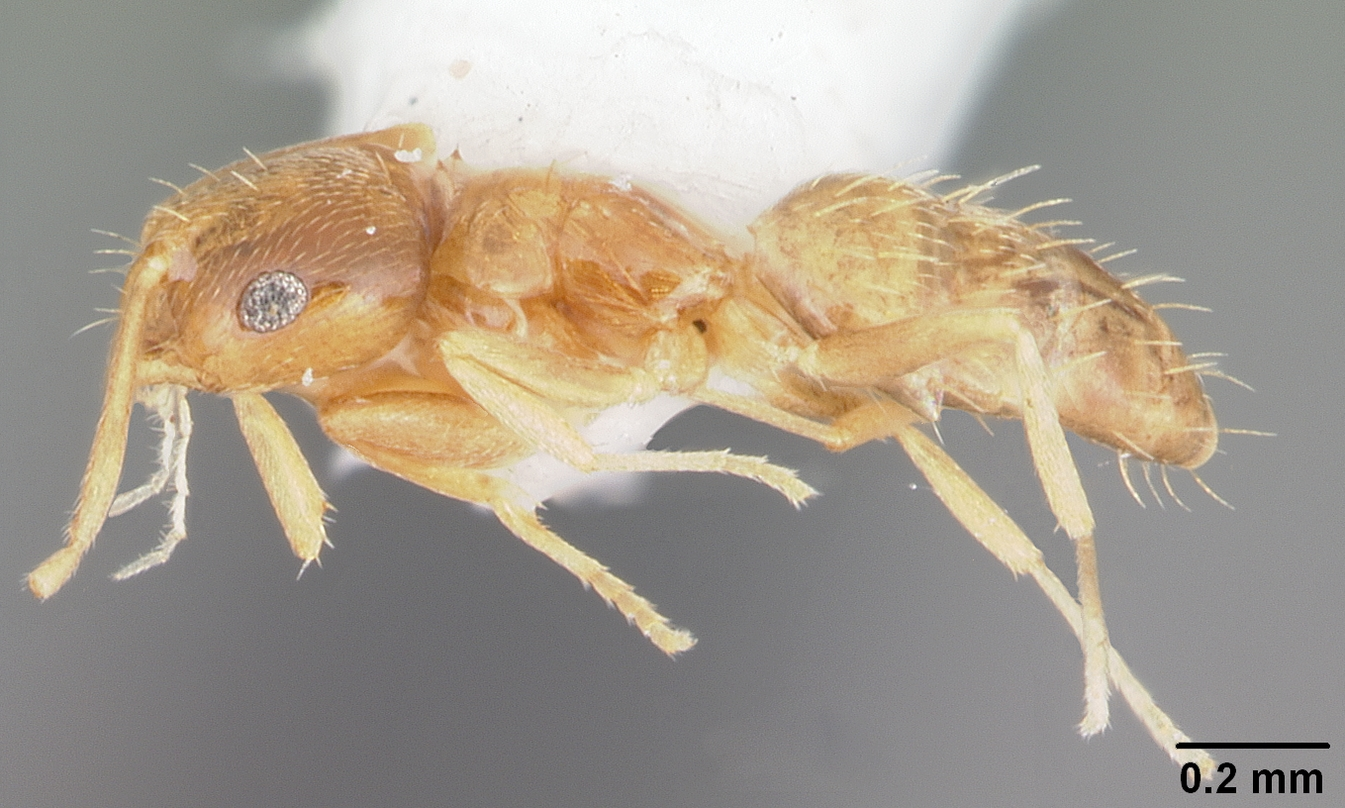
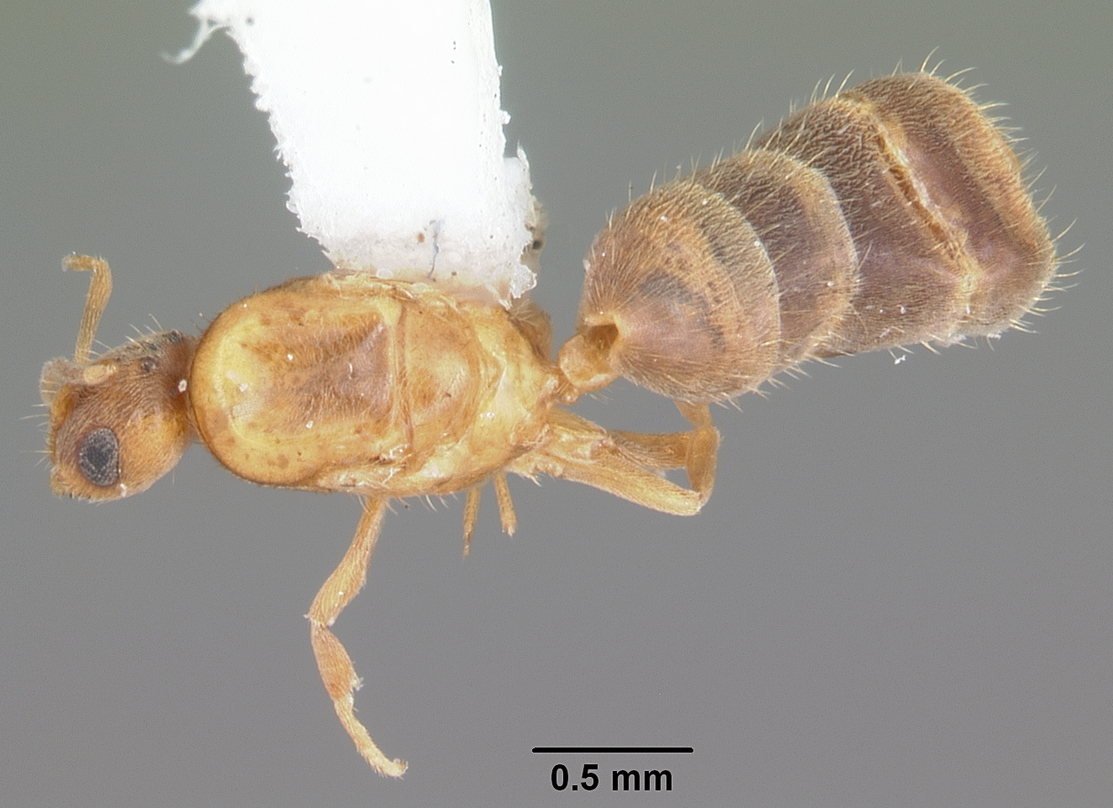
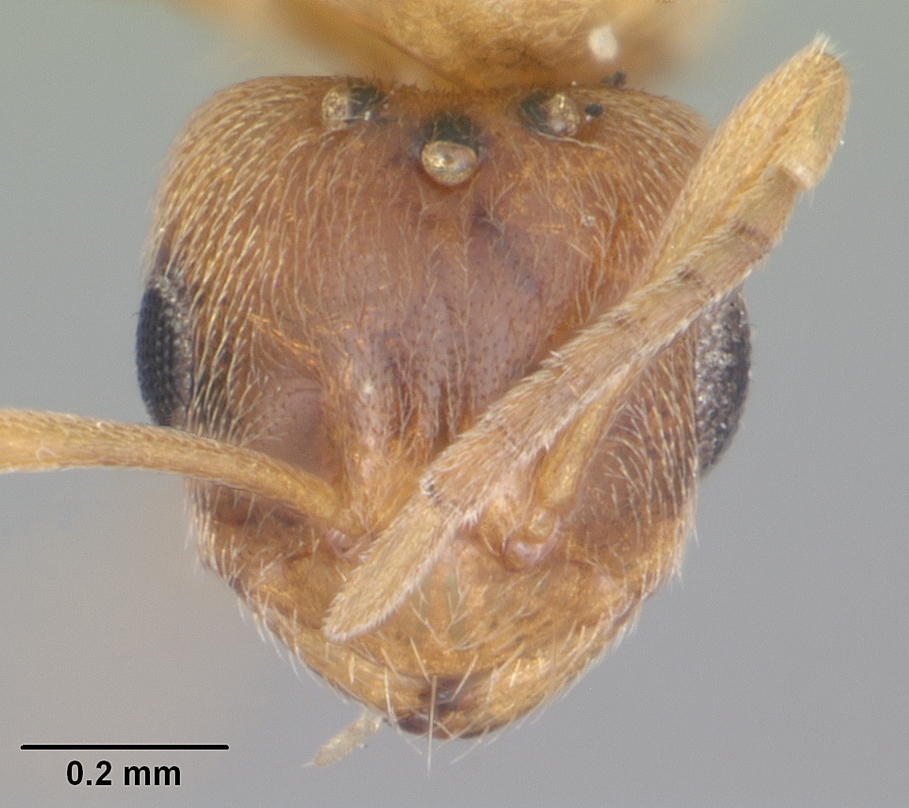